# 维吉尔附录
《维吉尔附录》（拉丁語： Appendix Vergiliana），相传收录了古罗马著名诗人维吉尔一些早期的作品，但相较于他的三部主要作品《牧歌》、《农事诗》、《埃涅阿斯纪》，学术界大多认为《维吉尔附录》里至少绝大多数的篇目都是模仿维吉尔的伪作或者是因与其风格接近而被误归给维吉尔的作品。

## 内容

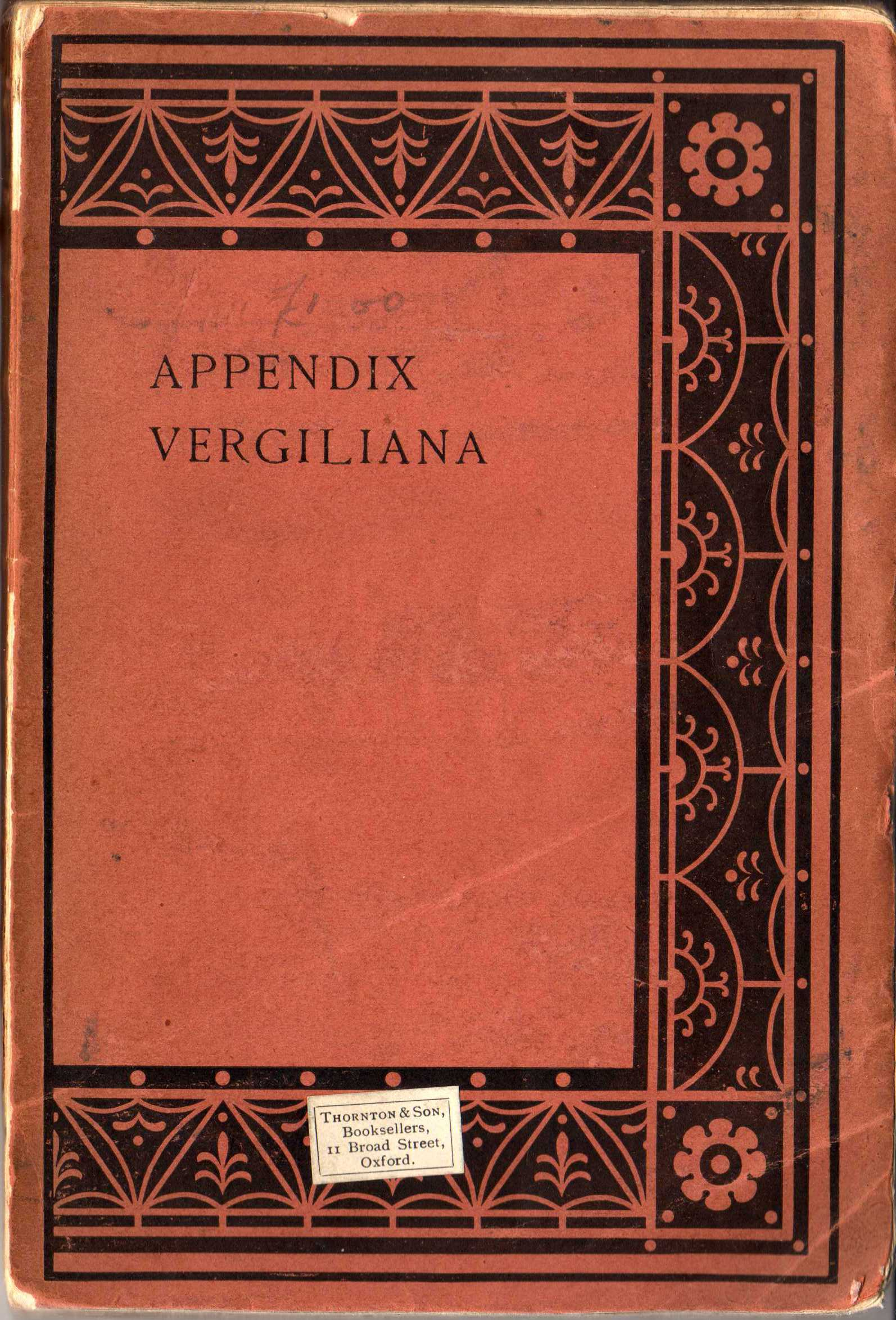
1927年的封面附錄

以下各篇标题中文译名均参照Appendix Vergiliana: a Chinese translation。

### Dirae（诅咒之歌）
主人公因土地被政府强征而流离失所，于是他便恶毒地诅咒土地被洪水吞噬，使得新的主人一无所获。

### Lydia（爱恋之歌）
这是主人公对一位少女Lydia的暗恋之歌，但最后他开始抱怨起神明留给凡人享受爱情的机会太少。

### Culex（小蠓之歌）
一位牧民在河边休息，因一直小蠓虫叮咬而躲过了毒蛇的袭击，但小蠓虫却因此丧命。到晚上小蠓虫的灵魂从地狱回来，跟他讲述了地狱的景象，抱怨自己没有受到公正的待遇。

### Aetna（火山之歌）
作者对埃特纳火山(Aetna)的形成机理进行了相对科学的分析，认为火山喷发不是因为神力而是某种自然现象。

### Copa（舞女之歌）
一位酒馆的舞女热情地邀请路过的客商进店消费。

### Elegiae in Maecenatem（哀悼之歌）
这是写给梅塞纳斯（Gaius Cilnius Maecenas）去世的挽歌。

### Ciris（海鸟之歌）
本篇讲述了尼索斯（Nisus）之女斯库拉（Scylla）为何要剪掉其父保卫国家的紫发，以及之后她在大海上的一段旅程和最后变身成海鸟ciris的故事。

### Priapea（园丁神）
三篇献给普里阿普斯（Priapus）的短歌。

### Catalepton（琐记）
十四或者十五篇篇幅各异的杂事诗。

### Quid hoc novi est?（新状况）
主人公在向普里阿普斯神抱怨自己的一些隐私问题。

### Moretum（小菜之歌）
本篇记述了主人公Simulus与女奴隶Scybale制作早餐的过程。著名的格言e pluribus unum（合众为一）可能出自这里。

### De instituitione viri boni（君子之道）
作者在睡前反省自己的生活。

### De est et non（是非之事）
这首短诗讨论了语言的哲学性问题。

### De rosis nascentibus（蔷薇绽放）
作者从小花园中蔷薇的花开花落联想到人生。

## 译著
中文译本Appendix Vergiliana: a Chinese translation。